# Georges Aeby (Komponist)
Georges Aeby (* 13. August 1902 in Fribourg; † 26. Januar 1953 ebenda) war ein Schweizer Komponist, Dirigent und Professor am Konservatorium.

## Leben
Georges Aebys Familie stammt ursprünglich aus St. Silvester FR. Sein Vater war der Schneider François-Auguste. Seine Mutter war Elisabeth Gnoblauch. Er verbrachte seine Kindheit in Fribourg. Erste musikalische Unterweisungen bekam er an der École normale d’Hauterive bei Joseph Bovet (Gregorianischer Choral und Polyphonie) sowie bei Léo Kathriner (Klavier und Orgel). Bei Paul Haas, dem Organisten an der Kathedrale Sankt Nikolaus, hatte er Musik- und Orgelunterricht. Er studierte am Konservatorium in Bern bei Ernst Graf (1886–1937). Dirigieren studierte er in Zürich bei Hermann Scherchen und in Basel bei Felix Weingartner. In seiner Geburts- und Heimatstadt Fribourg war er eine wichtige Persönlichkeit des Kulturlebens. Er war von 1922 bis 1936 Lehrer an der École de l’Auge, von 1934 bis 1946 Organist und Leiter des Chors in der Pfarrei St. Maurice, Chordirektor beim Caecilienverein in Mutuelle, von 1952 bis 1953 beim Gemischten Chor – Chœur mixte in Bulle, Dirigent von Orchestern, etwa von 1934 bis 1953 dem bekannten Blasorchester Musique «La Landwehr» de Fribourg und nicht zuletzt Professor am Konservatorium.

## Werke
Georges Aebys Œuvre umfasst Festspielmusiken, Messen, Chor- und Blasorchesterwerke. Die Bibliothèque cantonale et universitaire de Fribourg veröffentlichte einen Katalog seiner Werke.

### Werke für Blasorchester
- La légende du village, poème dramatique en un prologue, deux axtes et un épiloge par Jean Risse, Bühnenmusik für Soli, gemischten Chor, Männerchor, Kinderchor, Fanfaren-Orchester und Klavier, 1934
  - Prière au chalet für Altsolo, gemischten Chor und Begleitung, Text: Jean Risse OCLC 716218353
- Land uf, Land ab, Marsch, komponiert für die Freiburger Musiktage 1943, Euphonia, Wädenswil, 1943 OCLC 80901151
- Larghetto von Georg Friedrich Händel, für Blasmusik eingerichtet von Georges Aeby, Euphonia, Wädenswil, 1950 OCLC 83544642
- Greyerzer Hymne – Hymne à la Gruyère für Blasorchester, Euphonia, Wädenswil, 1946 OCLC 84540397
- Fanfare du printemps (Frühlingsmarsch), 1950
- Joseph vendu par ses frères, Biblisches Drama für Chor, Orgel und Fanfare-Orchester
- Ohé! Voici le gai printemps! Frühlingsmarsch, Komm. Euphonia, Hochdorf, 1950 OCLC 82349206
- Tryptique

### Chorwerke

#### Messen
- Messe brève ohne Credo für Männerchor a cappella zum fünfzigjährigen Jubiläum des Männerchors La Mutuelle Fribourg 1884–1934, A. Macheret, Fribourg, 1934, OCLC 1040409876
- Missa brevis ad 4 voces aequales, Vierte Auflage, A. Macheret, 1940, OCLC 80114165, Fünfte Auflage, A. Macheret, Fribourg, 1953
- Messe im caecilianischen Stil für 4-stimmigen Männerchor, Orgelbegleitung und Blechbläser ad libitum, M. Ochsner, Einsiedeln, 1953, OCLC 83815055

#### Sonstige Chorwerke
- A Nouthra Dona dè L’Evi für gemischten Chor, Text: Cécile Lanthmann
- Au pays de Gruyère für gemischten Chor, Text: Albert Schmidt
- Ban für Männerchor, OCLC 1040918915
- Chant de guerre für gemischten Chor (oder Männerchor), Text: Jean Risse
- Chant de noce für gemischten Chor, Text: Jean Risse, OCLC 718378923
- Chœur du géranium für Sopran solo und gemischten Chor, Text: Paul Bondallaz
- La danse des feuilles [Der Tanz der Blätter], Chanson d’automne [Herbstlied], Text: Raphaël Lattion, Henn, Genf, OCLC 716350028
- Les fenêtres fleuries für Männerchor, Text: Jean Risse,  A. Macheret, Fribourg, OCLC 718136590
- La fille en bleu (sous le ciel d’Estavayer) für gemischten Chor, Text: Jean Risse
- Lè fèrmaillè für gemischten Chor, Text: Jean Risse
- La fontaine de mon village für Männerchor, Text: Jean Risse, OCLC 718393026
- Gens qui rient et gens qui pleurent [Menschen, die lachen, und Menschen, die weinen], Dyptique noëllien [Weihnachtsdiptychon] für gemischten Chor, Text: Joseph Bovet, OCLC 718290776, Fassung für Männerchor, OCLC 716180552
  - Noël chrétien [Christliches Weihnachtslied] für gemischten Chor, OCLC 716038498
- Gloire au chanteur [Ehre dem Sänger] zur Ehrung eines verdienten Sängers, Text: Jean Risse, Fribourg, um 1937, OCLC 718393026
- Hymne à la chanson für gemischten Chor, Text: Jean Risse, komponiert am 18. September 1945, OCLC 1134652507
- Hymne à la Gruyère für gemischten Chor, Text: Jean Risse, OCLC 718289952
- La garde montante
  - Chant de la bicoque, Text: Niklaus Manuel, französischer Text: Jean Risse, um 1940, OCLC 716181871
  - Chant de la Bérésina, Text: Gonzague de Reynold, um 1940, OCLC 716181871
  - Nuit en Gruyère für Männerchor, Text: Jean Risse, um 1939, OCLC 716168589
  - La réponse des morts für Männerchor und Harmonie, um 1940, OCLC 716181552
- La légende de l’Edelweiss, chœur à voix égales, Text: Jean Risse
- Noël toujours für gemischten Chor, um 1937, OCLC 1134660645
- Notre dame aux oiseaux für Sopran solo und gemischten Chor, Text: Jean Risse
- Nous deux, Féerie en Gruyère, Text: Jean Risse, zum fünfzigjährigen Jubiläums des Chors Tour de Trême, 1939, OCLC 716512411
- Patrie, Chor für gemischte Stimmen, Text: Jean Risse, OCLC 1040837025
- Le printemps, c'est toi für Männerchor, Text: Félix Frank, OCLC 718290382
- La réche dou moulin (La scie du moulin) für gemischten Chor, Text: Pierre Quartenoud
- La rose für drei gleiche Stimmen, Text: Henri Naef, Marie-Thérèse Daniëls (1906–1999) gewidmet, OCLC 1041422685
- Le soldat fribourgeois für vierstimmigen Männerchor a cappella, Text: Albert Schmidt, OCLC 718659480
- Terre de Fribourg für vierstimmigen gemischten Chor a cappella, Text: Gonzague de Reynold, dem gemischten Chor St. Pierre Fribourg gewidmet, OCLC 718470662
- To bounamin für gemischten Chor, Text: Jean Risse
- Troix esquisses für Männerchor
  - Joie, Text: Camille Melloy, aus Troix esquisses für Männerchor, um 1939, OCLC 716165731
  - Oraison, Text: Maurice Maeterlinck, aus Troix esquisses für Männerchor, um 1939, OCLC 716165228
- Ustaage-Liedli für gemischten Chor, Text: Bernhard Rappo
- Vaterlandslied, Schlusschor des Festivals Die Fahne, Tir cantonal fribourgeois, Guin (Düdingen), 1937, Arrangement für vierstimmigen Männerchor a cappella, Text: Alphons Aeby, französische Fassung: Chant de ma patrie, Text: Joseph Bovet, Foetisch, Lausanne, 1938

### Andere Werke
- 1926 La sérénade. Operette in 1 Akt für Sopran, Tenor, Bariton, Bass, Chor und Orchester, Text: Pierre Verdon
- 1937 Die Fahne. Festspiel in 3 Aufzügen mit Prolog und Epilog
- 1938 Kan la têrà tzantè La Grôcha Fin. Drame villageois en 4 actes de Joseph Yerly, Texte des chants de Jean Risse
- 1952 Jehan l’Eclopé. Légende gruérienne en 8 tableaux d’Albert Schmidt